# 심언광
심언광(沈彦光, 1487년 ~ 1540년)은 조선의 문신이다. 본관은 삼척(三陟). 자는 사형(士炯), 호는 어촌(漁村), 시호는 문공(文恭)이다. 중종 때 이조판서와 좌찬성을 지낸 심언경(沈彦慶)의 동생이다.

## 관력
1507년(중종 2년) 진사시에 합격하고, 1513년(중종 8년) 식년문과에 급제하였다. 1514년(중종 9년) 호당(독서당)에 뽑혀, 사가독서를 하고, 1516년(중종 11년) 춘추관 기사관(사관), 예문관 검열(한림), 1522년(중종 17년) 사간원 헌납, 사헌부 지평 등을 지냈다. 1525년(중종 20년) 함경도 경성(鏡城) 판관, 사간원 정언, 1526년(중종 21년) 사헌부 장령, 홍문관 교리(옥당), 1528년(중종 23년) 경연관 시독관, 1529년(중종 24년) 세자시강원 보덕(輔德), 사헌부 집의, 홍문관 전한(典翰), 경연관 시강관, 홍문관 부응교, 경기도 암행어사, 사간원 사간, 홍문관 직제학을 지내고, 1530년(중종 25년) 사간원 대사간, 1531년(중종 26년) 강원도 관찰사, 1532년(중종 27년) 홍문관 부제학 겸 경연관 참찬관을 지냈다. 1533년 문신 제술과에서 수석을 차지하였고, 이후, 사헌부 대사헌, 동지경연관사, 동지중추부사, 한성부 우윤, 공조참판, 1534년 이조참판, 특진관, 병조참판을 지내고, 1535년 공조판서 겸 경변사(警邊使)로서, 평안도 지역에 출몰한 야인들을 토벌하였다. 1536년 이조판서 겸 지경연관사를 거쳐, 1537년(중종 32년) 다시 공조판서로 있었을 때, 김안로(金安老)가 자신의 외손녀를 세자빈(世子嬪)으로 간택시키려고 하자, 이를 비판하다가, 김안로의 미움을 사, 함경도 관찰사로 좌천되었다. 김안로가 실각하자, 다시 공조판서를 거쳐, 의정부 우참찬을 지내고, 형 심언경(沈彦慶)과 함께 정승(政丞)의 물망에 올랐으나, 앞서 김안로를 유배에서 풀어주고 등용시킨 일로, 양사(兩司)의 탄핵을 받고, 심언경(沈彦慶)과 함께 파직되었다.
1684년(숙종 10년) 신원 복관작되어, 직첩이 환급되었고, 1761년(영조 37년) 문공(文恭)의 시호를 받았다.
시와 문장에 매우 뛰어나 문신 제술과에서 여러번 수석을 차지하였다.
심언경(沈彦慶)에 이어, 아우 심언광(沈彦光)도 이조판서를 지내어, 형제 이조판서로 가문을 빛냈다.

## 유적과 유고
- 1530년(중종 25년) 지금의 강원도 강릉시 운정동 지역에 해운정(海雲亭)을 짓고, 문장과 풍류를 즐겼는데, 해운정(海雲亭)은 현재 보물 제183호로 지정되어 있다.[2]
- 집필한 책으로는 시문집인 《어촌집(漁村集)》이 있다.[2]
- 묘소는 강원도 강릉시 운정동에 위치하고 있다.[2]

## 가계
- 증조부 : 심충보(沈忠甫) - 사정((司正)
  - 할아버지 : 심문계(沈文桂) - 증 병조판서
    - 아버지 : 심준(沈濬) - 예조좌랑
    - 어머니 : 강릉 김씨 - 사직 김부연(金溥淵)의 딸
      - 형 : 심언경(沈彦慶) - 이조판서, 좌찬성
      - 형수 : 정경부인 최씨 - 최세창(崔世昌)의 딸
      - 부인 : 정부인 박씨 - 박승서(朴承緖)의 딸

## 같이 보기
- 심언경